# Gran Premio de Quebec 2011
La 2ª edición del Gran Premio de Quebec se disputó el viernes 9 de septiembre de 2011, en un circuito en la ciudad de Quebec de 12,6 km que se recorrió en 16 oportunidades para totalizar 201,6 kilómetros.
La prueba perteneció al UCI WorldTour 2011 y fue la vigesimocuarta carrera de dicha competición.
El recorrido del circuito en su mayor parte plano, incluyó algunas rampas del 10-12% y el punto de llegada fue en ascenso. La rampa más dura fue del 12,3% pero de sólo 300 metros. Estuvo ubicada luego del pasaje por el Parc des Champs de Bataille bordeando el río San Lorenzo, tras lo cual comenzaba el ascenso hacia el Château Frontenac.
Tomaron parte en la carrera 22 equipos: los 18 de categoría UCI ProTour (al ser obligada su participación); más 4 equipos de categoría Profesional Continental,  (Cofidis, le Crédit en Ligne, FDJ, Europcar y el equipo local SpiderTech) que participaron mediante invitación de la organización de la carrera. Cada equipo estuvo integrado por 8 ciclistas, excepto el Leopard Trek (tras la baja de Andy Schleck), Astana y Vacansoleil-DCM que lo hicieron con 7, formando así un pelotón de 173 unidades, de los que 76 arribaron al final.
El vencedor fue el máximo favorito de la carrera, Philippe Gilbert (Omega Pharma-Lotto), siendo seguido por Robert Gesink (Rabobank) y Rigoberto Urán (Sky). La clasificación de la montaña fue para Jesús Herrada (Movistar), mientras que por equipos venció el Vacansoleil-DCM.

## Desarrollo
Gilbert lanzó el ataque en la subida de la penúltima vuelta y tras él lo siguieron Gesink, Levi Leipheimer, Rigoberto Urán, Fabian Wegmann, Simone Ponzi, Simon Clarke, Gerald Ciolek, Björn Leukemans y Marco Marcato.
Gilbert, hizo el pasaje por línea de meta en solitario pero luego del descenso fue absorbido por el grupo perseguidor.
Leipheimer impuso el ritmo en la última subida, tras lo cual vino un fuerte ataque de Gesink siendo perseguido por Ciolek y  Gilbert. El grupo se volvió a unir a falta de 3 km para la meta y faltando 2 km llegó el ataque final de Gilbert. Gesink respondió y quedó aproximadamente 5 segundos atrás tratando desesperadamente de llegar a la rueda del  belga antes de la línea de meta. Logró alcanzarlo ya sobre la línea pero no pudo superarlo y Gilbert ganó la carrera.

## Clasificación final

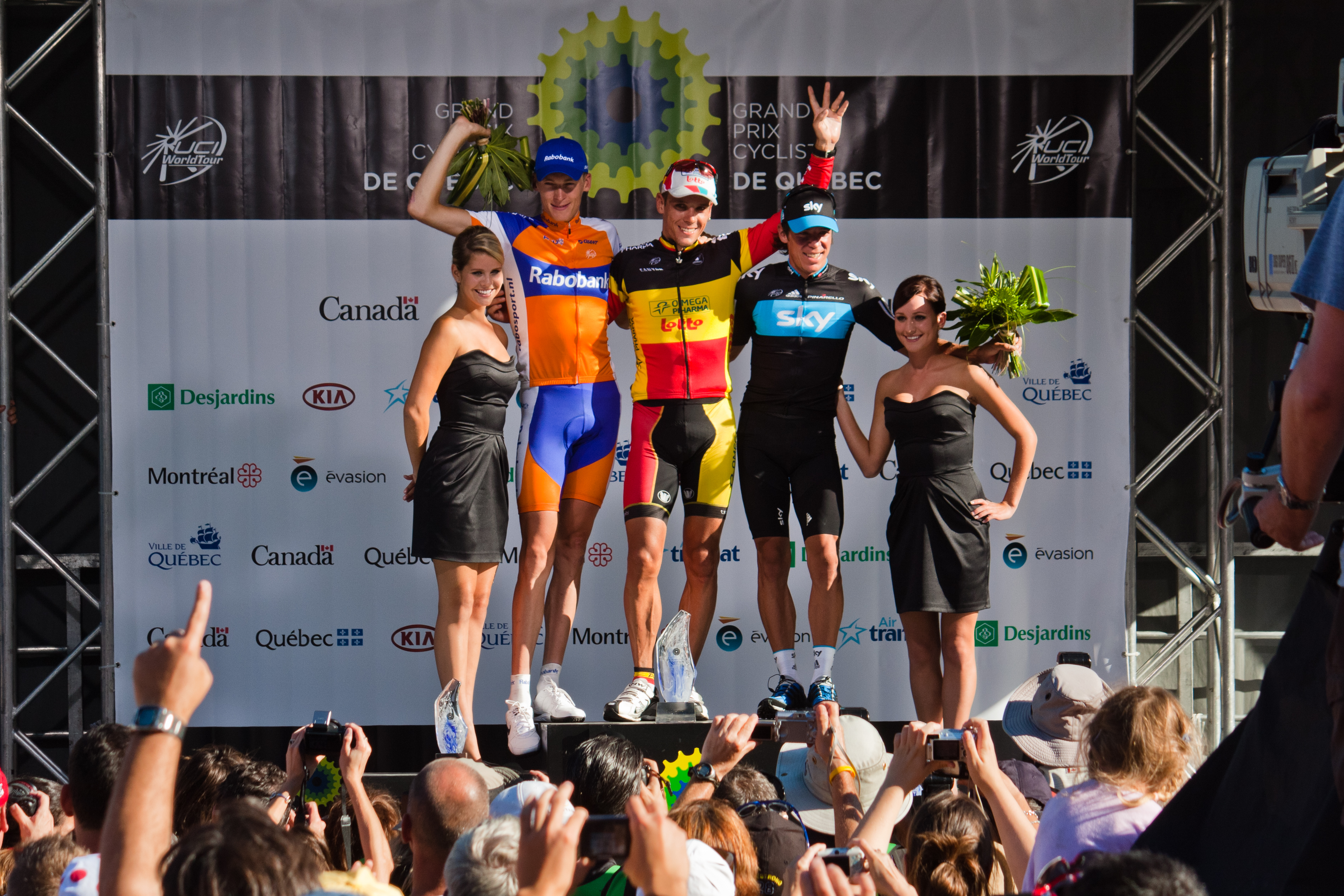
Podio 2011

| \| Posición \| Ciclista \| Equipo \| Tiempo \| \| -------- \| ---------------- \| ------------------- \| ---------- \| \| 1. \| Philippe Gilbert \| Omega Pharma-Lotto \| 5h 03' 08" \| \| 2. \| Robert Gesink \| Rabobank \| m.t. \| \| 3. \| Rigoberto Urán \| Sky \| + 9" \| \| 4. \| Fabian Wegmann \| Leopard Trek \| + 14" \| \| 5. \| Levi Leipheimer \| RadioShack \| + 15" \| \| 6. \| Björn Leukemans \| Vacansoleil \| + 23" \| \| 7. \| Simone Ponzi \| Liquigas-Cannondale \| + 23" \| \| 8. \| Marco Marcato \| Vacansoleil \| + 25" \| \| 9. \| Gerald Ciolek \| Quick Step \| + 30" \| \| 10. \| Simon Clarke \| Astana \| + 47" \| |                  |                     |            |
| Posición | Ciclista         | Equipo              | Tiempo     |
| 1. | Philippe Gilbert | Omega Pharma-Lotto  | 5h 03' 08" |
| 2. | Robert Gesink    | Rabobank            | m.t.       |
| 3. | Rigoberto Urán   | Sky                 | + 9"       |
| 4. | Fabian Wegmann   | Leopard Trek        | + 14"      |
| 5. | Levi Leipheimer  | RadioShack          | + 15"      |
| 6. | Björn Leukemans  | Vacansoleil         | + 23"      |
| 7. | Simone Ponzi     | Liquigas-Cannondale | + 23"      |
| 8. | Marco Marcato    | Vacansoleil         | + 25"      |
| 9. | Gerald Ciolek    | Quick Step          | + 30"      |
| 10. | Simon Clarke     | Astana              | + 47"      |